# سیارک ۵۷۴
سیارک ۵۷۴ (به انگلیسی: 574 Reginhild، نامگذاری:1905RD) پانصد و هفتاد و چهارمین سیارک کشف شده‌است که در ۱۹ سپتامبر ۱۹۰۵ و در هایدلبرگ کشف شد.
قدر مطلق سیارک برابر ۱۲٫۳۰ است.